# اولگا شکورنووا
اولگا شکورنووا (روسی: Ольга Дмитриевна Шкурнова؛ زادهٔ ۲۳ مارس ۱۹۶۲) بازیکن والیبال اهل روسیه است.